# Liste der Mitglieder der Badischen Ständeversammlung 1847 bis 1849
Diese Liste umfasst die Mitglieder der Ständeversammlung des Großherzogtums Baden für die Sessionen des 13. ordentlichen Landtags. Vom 9. Dezember 1847 bis zum 14. Mai 1849 fanden 110 Sitzungen der Ersten Kammer und 182 Sitzungen der Zweiten Kammer statt. Dabei gab es wegen gleichzeitiger Tagung der Nationalversammlung in Frankfurt eine etwa fünfmonatige Unterbrechung der Sitzungen. Wegen der Ereignisse des dritten badischen Aufstands im Rahmen der Deutschen Revolution ging der 13. Landtag am 14. Mai 1849 de facto auseinander. Am 3. Juni 1849 stimmten die wahlberechtigten Männer Badens nach der Wahlordnung der deutschen Nationalversammlung über die Zusammensetzung einer konstituierenden Landesversammlung ab. Die Tätigkeit der Badischen verfassunggebende Versammlung von 1849 beschränkte sich jedoch auf die kurze Zeit vom 10. Juni bis 30. Juni 1849. Nach der Niederwerfung des Aufstands durch die Interventionsarmee der deutschen Fürsten unter Führung Preußens erfolgte die formelle Schließung des 13. Landtags am 29. November 1849 durch den wieder eingesetzten Großherzog.

## Präsidium der Ersten Kammer
Präsident: Markgraf Wilhelm von Baden

Vizepräsident: Fürst Karl Egon zu Fürstenberg

2. Vizepräsident: Freiherr Karl von Lassolaye

Stellvertreter des 2. Vizepräsidenten: Freiherr Franz Rüdt von Collenberg-Eberstadt

## Mitglieder der Ersten Kammer

### Prinzen des Hauses Baden
- Erbgroßherzog Ludwig von Baden (war nie anwesend)
- Prinz Friedrich von Baden
- Markgraf Wilhelm von Baden
- Markgraf Maximilian von Baden

### Standesherren
- Fürst Karl Egon zu Fürstenberg
- Fürst Karl zu Leiningen (war nie anwesend)
- Fürst Erwein von der Leyen (war nie anwesend)
- Fürst Georg zu Löwenstein-Wertheim-Freudenberg (war nie anwesend)
- Fürst Karl Friedrich zu Löwenstein-Wertheim-Freudenberg (war nie anwesend)
- Fürst Karl zu Löwenstein-Wertheim-Rosenberg (war nie anwesend)
- Graf Karl Theodor zu Leiningen-Billigheim (war nie anwesend)
- Graf August Clemens zu Leiningen-Neudenau (war nie anwesend)

### Vertreter des erblichen Landstands
- Graf Ludwig Wilhelm August von Langenstein und Gondelsheim

### Vertreter der katholischen Kirche
- Hermann von Vicari,[1] Erzbischof von Freiburg (war nie anwesend)

### Vertreter der evangelischen Landeskirche
- Ludwig Hüffell,[1] Prälat der Evangelischen Landeskirche

### Vertreter des grundherrlichen Adels

#### Oberhalb der Murg
- Freiherr Heinrich Bernhard von Andlaw-Birseck
- Graf Peter von Hennin, Hofgerichtsrat
- Freiherr Franz von Rinck

Nur im ersten Verzeichnis genannt:
- Freiherr Konstantin von Roggenbach, Oberst

Nur im zweiten Verzeichnis genannt:
- Graf Karl von Kageneck, Regierungsrat (in die Kammer eingetreten 1848)

#### Unterhalb der Murg
- Freiherr Karl von Göler, der Ältere
- Freiherr Franz von Kettner, Oberforstmeister
- Freiherr Karl Rüdt von Collenberg-Bödigheim

Nur im ersten Verzeichnis genannt:
- Freiherr Wilhelm Ludwig von La Roche Edler Herr von Starkenfels, Major

Nur im zweiten Verzeichnis genannt:
- Freiherr Karl von Gemmingen-Treschklingen (in die Kammer eingetreten 1848)

### Vertreter der Landesuniversitäten
- Freiherr Adolf Ludwig Marschall von Bieberstein, Geheimrat, Vertreter der Universität Freiburg

Nur im ersten Verzeichnis genannt:
- Karl Ludwig Beger, Hofdomänenkammerdirektor, Vertreter der Universität Heidelberg

Nur im zweiten Verzeichnis genannt:
- Staatsrat Franz von Stengel, Vertreter der Universität Heidelberg (in die Kammer eingetreten 1848)

### Vom Großherzog ernannte Mitglieder
- Freiherr Carl von Lassolaye, Generalleutnant
- Freiherr Franz Rüdt von Collenberg-Eberstadt, Staatsrat
- Friedrich Adolf Klüber, Geheimrat
- Johann Baptist von Hirscher,[1] Geheimrat
- Freiherr Ernst von Göler, Hofmarschall
- Freiherr Wilhelm Ludwig von Gemmingen, Oberstforstrat

Nur im ersten Verzeichnis genannt:
- Friedrich Vogel, Geheimer Kriegsrat
- Freiherr Ludwig von Fischer, Generalmajor

Nur im zweiten Verzeichnis genannt:
- Freiherr August von Roggenbach, Oberstleutnant (in die Kammer eingetreten 1848)
- Josef Obkircher, Hofgerichtspräsident (in die Kammer eingetreten 1848)

## Präsidium der Zweiten Kammer
Präsident: Karl Mittermaier 

Vizepräsidenten (bis zum Austritt Baders aus dem Landtag im Juli 1848): Johann Baptist Bader, Ernst Ludwig Weller

Vizepräsidenten (seit 21. Juli 1848): Ernst Ludwig Weller, Rudolf Baum

## Die gewählten Abgeordneten der Zweiten Kammer

### Stadtwahlbezirke
| Wahlbezirk | Bezeichnung des Wahlbezirks     | Name des Abgeordneten                                                |
| ---------- | ------------------------------- | -------------------------------------------------------------------- |
| S1         | Wahlbezirk der Stadt Überlingen | Christof Franz Trefurt (Mandat 1848 niedergelegt, gefolgt von Hergt) |
| S1         | Wahlbezirk der Stadt Überlingen | Franz Josef Hergt (seit 1848 Nachfolger von Trefurt)                 |
| S2         | Wahlbezirk der Stadt Konstanz   | Karl Mathy                                                           |
| S3         | Wahlbezirk der Stadt Freiburg   | Franz Hägelin                                                        |
| S3         | Wahlbezirk der Stadt Freiburg   | Franz Xaver Litschgi                                                 |
| S4         | Wahlbezirk der Stadt Lahr       | Rudolf Baum                                                          |
| S4         | Wahlbezirk der Stadt Lahr       | Alexander von Soiron                                                 |
| S5         | Wahlbezirk der Stadt Offenburg  | Johann Georg Christian Kapp                                          |
| S6         | Wahlbezirk der Stadt Rastatt    | Georg Ignaz Oster                                                    |
| S7         | Wahlbezirk der Stadt Baden      | Gideon Weizel (Mandat 1848 niedergelegt, gefolgt von Wolff)          |
| S7         | Wahlbezirk der Stadt Baden      | Johann Christof Wolff (1848 Nachfolger von Weizel)                   |
| S8         | Wahlbezirk der Stadt Karlsruhe  | Maximilian Goll (bis 1848, gefolgt von Malsch)                       |
| S8         | Wahlbezirk der Stadt Karlsruhe  | Jakob Friedrich Malsch (seit 1848 Nachfolger von Goll)               |
| S8         | Wahlbezirk der Stadt Karlsruhe  | Albert Knittel (bis 1848, gefolgt von Lamey)                         |
| S8         | Wahlbezirk der Stadt Karlsruhe  | August Lamey (seit 1848 Nachfolger von Knittel)                      |
| S8         | Wahlbezirk der Stadt Karlsruhe  | Gottfried Stösser                                                    |
| S9         | Wahlbezirk der Stadt Durlach    | Karl Zittel                                                          |
| S10        | Wahlbezirk der Stadt Pforzheim  | August Dennig                                                        |
| S10        | Wahlbezirk der Stadt Pforzheim  | Friedrich Siegle                                                     |
| S11        | Wahlbezirk der Stadt Bruchsal   | Anton Nock (bis 1848, gefolgt von Prestinari)                        |
| S11        | Wahlbezirk der Stadt Bruchsal   | Bernhard August Prestinari (seit 1848 Nachfolger von Nock)           |
| S12        | Wahlbezirk der Stadt Mannheim   | Lorenz Brentano                                                      |
| S12        | Wahlbezirk der Stadt Mannheim   | Wilhelm Sachs                                                        |
| S12        | Wahlbezirk der Stadt Mannheim   | Ernst Ludwig Weller                                                  |
| S13        | Wahlbezirk der Stadt Heidelberg | Josef Ignaz Peter                                                    |
| S13        | Wahlbezirk der Stadt Heidelberg | Friedrich Bissing                                                    |
| S14        | Wahlbezirk der Stadt Wertheim   | Georg Michael Schmitt                                                |

### Ämterwahlbezirke
| Wahlbezirk | Bezeichnung des Wahlbezirks                                                              | Name des Abgeordneten                                                           |
| ---------- | ---------------------------------------------------------------------------------------- | ------------------------------------------------------------------------------- |
| A1         | Wahlbezirk der Ämter Meersburg, Salem, Pfullendorf und Überlingen                        | Karl Mittermaier                                                                |
| A2         | Wahlbezirk der Ämter Radolfzell, Blumenfeld und Konstanz                                 | Johann Baptist Bader (Mandat 1848 niedergelegt, gefolgt von Kuenzer)            |
| A2         | Wahlbezirk der Ämter Radolfzell, Blumenfeld und Konstanz                                 | Dominicus Vinzenz Ferreri Kuenzer (seit 1848 Nachfolger von Bader)              |
| A3         | Wahlbezirk der Ämter Stockach, Meßkirch und Engen                                        | Sebastian Straub (Mandat 1848 niedergelegt, gefolgt von Baur)                   |
| A3         | Wahlbezirk der Ämter Stockach, Meßkirch und Engen                                        | Johann Baptist Baur (1848 bis 1849 Nachfolger von Straub)                       |
| A4         | Wahlbezirk der Ämter Blumberg, Stühlingen, Bonndorf, Löffingen und Neustadt              | Karl Theodor Welcker                                                            |
| A5         | Wahlbezirk der Ämter Villingen und Hüfingen                                              | Ferdinand Welte                                                                 |
| A6         | Wahlbezirk der Ämter Tiengen, Jestetten, St. Blasien und Waldshut                        | Franz Peter Buhl                                                                |
| A7         | Wahlbezirk der Ämter Säckingen, Laufenburg und Schönau                                   | Franz Joseph von Buß (Mandat 1848 niedergelegt, gefolgt von Schey)              |
| A7         | Wahlbezirk der Ämter Säckingen, Laufenburg und Schönau                                   | Johann Baptist Schey (seit 1848 Nachfolger von Buß)                             |
| A8         | Wahlbezirk der Ämter Schopfheim und Kandern                                              | Carl Mez                                                                        |
| A9         | Wahlbezirk des Amtes Lörrach                                                             | Johann Michael Scheffelt                                                        |
| A10        | Wahlbezirk des Amtes Müllheim                                                            | Nicolaus Blankenhorn-Krafft                                                     |
| A11        | Wahlbezirk der Ämter Staufen und Heitersheim                                             | Franz Xaver Riesterer                                                           |
| A12        | Wahlbezirk des Amtes Altbreisach mit zum Stadtamt Freiburg zugehörigen Landorten         | Josef Karl Kern (Mandat 1848 niedergelegt, gefolgt von Huber von Gleichenstein) |
| A12        | Wahlbezirk des Amtes Altbreisach mit zum Stadtamt Freiburg zugehörigen Landorten         | Marquard Huber von Gleichenstein (seit 1848 Nachfolger von Kern)                |
| A13        | Wahlbezirk des Landamtes Freiburg (I) und des Amtes St. Peter                            | Alois Mayer                                                                     |
| A14        | Wahlbezirk des Landamtes Freiburg (II) und der Ämter Waldkirch und Elzach                | Christian Reichenbach                                                           |
| A15        | Wahlbezirk des Amtes Emmendingen                                                         | Karl Helbing                                                                    |
| A16        | Wahlbezirk der Ämter Endingen und Kenzingen                                              | Anton Nombride (Mandat 1848 niedergelegt, gefolgt von Kiefer)                   |
| A16        | Wahlbezirk der Ämter Endingen und Kenzingen                                              | Christian Friedrich Kiefer (seit 1848 Nachfolger von Nombride)                  |
| A17        | Wahlbezirk der Ämter Triberg, Hornberg, Wolfach und Haslach                              | Josef Zentner                                                                   |
| A18        | Wahlbezirk des Amtes Ettenheim                                                           | Franz Josef Richter                                                             |
| A19        | Wahlbezirk des Amtes Lahr                                                                | Georg Heimburger (Mandat 1849 niedergelegt, gefolgt von Häß)                    |
| A19        | Wahlbezirk des Amtes Lahr                                                                | Jakob Häß (seit 1849 Nachfolger von Heimburger)                                 |
| A20        | Wahlbezirk des Amtes Offenburg mit Teilen des Amtes Appenweier                           | Franz Michael Knapp (Mandat 1848 niedergelegt, gefolgt von Zell)                |
| A20        | Wahlbezirk des Amtes Offenburg mit Teilen des Amtes Appenweier                           | Karl Zell (seit 1848 Nachfolger von Knapp)                                      |
| A21        | Wahlbezirk der Ämter Gengenbach und Oberkirch mit Teilen des Amtes Appenweier            | Anton Christ                                                                    |
| A22        | Wahlbezirk der Ämter Rheinbischofsheim und Kork                                          | Jakob Dörr                                                                      |
| A23        | Wahlbezirk der Ämter Achern und Bühl                                                     | Ignaz Ludwig Stolz (Mandat 1848 niedergelegt, gefolgt von Berger)               |
| A23        | Wahlbezirk der Ämter Achern und Bühl                                                     | Karl Josef Berger (seit 1848 Nachfolger von Stolz, Mandat 1849 niedergelegt)    |
| A24        | Wahlbezirk der Ämter Ettlingen und Rastatt                                               | Jakob Ullrich                                                                   |
| A25        | Wahlbezirk der Ämter Baden, Gernsbach und Steinbach                                      | Karl Philipp Arnsperger                                                         |
| A26        | Wahlbezirk des Landamtes Karlsruhe mit Teilen des Landamtes Bruchsal                     | Karl Friedrich Stockhorner von Starein                                          |
| A27        | Wahlbezirk der Ämter Durlach und Stein                                                   | Gustav Adolf Bleidorn (Mandat 1848 niedergelegt, gefolgt von Häußer)            |
| A27        | Wahlbezirk der Ämter Durlach und Stein                                                   | Ludwig Häußer (seit 1848 Nachfolger von Bleidorn)                               |
| A28        | Wahlbezirk des Amtes Pforzheim                                                           | Friedrich Becker bzw. Bereck                                                    |
| A29        | Wahlbezirk des Amtes Bruchsal mit Teilen des Amtes Eppingen                              | Jakob Wilhelm Speyerer                                                          |
| A30        | Wahlbezirk des Amtes Bretten mit Teilen des Amtes Eppingen                               | Johann Adam von Itzstein                                                        |
| A31        | Wahlbezirk der Ämter Philippsburg und Schwetzingen                                       | Friedrich Christian Rettig                                                      |
| A32        | Wahlbezirk der Ämter Wiesloch und Neckargmünd                                            | Karl Junghanns (bis 1848, gefolgt von Franz Damian Junghanns)                   |
| A32        | Wahlbezirk der Ämter Wiesloch und Neckargmünd                                            | Franz Damian Junghanns (seit 1848 Nachfolger von Karl Junghanns)                |
| A33        | Wahlbezirk des Amtes Sinsheim mit Teilen des Amtes Eppingen                              | Friedrich Daniel Bassermann                                                     |
| A34        | Wahlbezirk des Amtes Heidelberg                                                          | Hermann Helmreich (nur 1847, gefolgt von Wilhelm Helmreich)                     |
| A34        | Wahlbezirk des Amtes Heidelberg                                                          | Wilhelm Helmreich (seit 1847 Nachfolger von Hermann Helmreich)                  |
| A35        | Wahlbezirk der Ämter Ladenburg und Weinheim                                              | Friedrich Hecker (bis 1848 (?), gefolgt von Lehlbach)                           |
| A35        | Wahlbezirk der Ämter Ladenburg und Weinheim                                              | Friedrich August Lehlbach (seit 1848 (?) Nachfolger von Hecker)                 |
| A36        | Wahlbezirk des Amtes Neckarbischofsheim mit Teilen des Amtes Mosbach (links des Neckars) | Karl Ludwig Böhme                                                               |
| A37        | Wahlbezirk des Amtes Eberbach mit Teilen des Amtes Mosbach (rechts des Neckars)          | Friedrich Theodor Schaaf                                                        |
| A38        | Wahlbezirk der Ämter Buchen und Osterburken                                              | Franz Burkardt Fauth                                                            |
| A39        | Wahlbezirk des Amtes Boxberg                                                             | Philipp Ludwig Seltzam                                                          |
| A40        | Wahlbezirk der Ämter Tauberbischofsheim und Gerlachsheim                                 | Georg Martin Hildebrandt                                                        |
| A41        | Wahlbezirk der Ämter Wertheim und Walldürn                                               | Vollrath Vogelmann (Mandat 1848 niedergelegt, gefolgt von Kieser)               |
| A41        | Wahlbezirk der Ämter Wertheim und Walldürn                                               | Felix Anton Kieser (seit 1848 Nachfolger von Vogelmann)                         |

## Belege und Anmerkungen
1. 1 2 3 4 5 6 7 8 9 10 11 12 13 14  Dieser Mandatsträger ist in den amtlich veröffentlichten Abgeordnetenlisten als promovierter Akademiker ausgewiesen, d. h. dort üblicherweise mit einem vor dem Namen stehenden Doktor-Grad verzeichnet
2. 1 2 3 4 5 6 7 8  Für die Erste Kammer des 13. Landtags 1847 bis 1849 gibt es im Handbuch von Ludwig Bauer und Bernhard Gißler über die Mitglieder der Ersten Kammer der Badischen Ständeversammlung von 1819–1912 zwei Verzeichnisse, die sich etwas unterscheiden. Das 1. Verzeichnis findet sich auf Seite 27, das 2. Verzeichnis auf Seite 28 des Handbuchs.
3. 1 2  Bis 1931 hieß die Stadt Baden-Baden nur Baden.
4. ↑  Bei Adolf Roth und Paul Thorbecke steht auf Seite 287 des Landtagshandbuchs Die badischen Landstände. Verlag der G. Braunschen Hofbuchdruckerei, Karlsruhe 1907 für das Amt Pforzheim in der Sitzungsperiode 1847 bis 1849 ein Abgeordneter namens Bereck. Im Alphabetischen Verzeichnis der Abgeordneten auf Seite 330 desselben Werks findet sich jedoch kein Abgeordneter namens Bereck, stattdessen ein Friedrich Becker, der wiederum nirgends in der Liste der Abgeordneten nach Wahlkreisen auftaucht. Es stellt sich von daher bezüglich der angenommenen Identität von Bereck versus Friedrich Becker die Frage, ob Bereck seinerzeit ein reales Pseudonym für den Abgeordneten Friedrich Becker war oder ob dies lediglich ein Platzhalter im Laufe der redaktionellen Bearbeitung des Handbuchs war, der dann versehentlich in die endgültige Druckfassung geriet.